# Gary Sprake
Gary Sprake (Swansea, 3. travnja 1945.) je velški umirovljeni nogometni vratar. Bio je član engleskih nogometnih klubova Birmingham Cityja i Leeds Uniteda. U Leedsu je proveo većinu vremena dok je trener bio Don Revie.
Sprake je ostao upamćen kao izvrstan vratar, no i njemu bi se s vremena na vrijeme dogodio neki gaf. No, kako bilo, više od jednog desetljeća je bio vratar broj 1 u Leedsu. S tim klubom je osvojio najviše trofeja nego ijedan drugi vratar u Leedsu, pa se smatra najvećim vratarom u povijesti Leedsa.
Leedsu se pridružio kao pripadnik omladinske škole, a debitirao je na vrlo neobičan način. Naime, 1962. godine, vratar broj 1 se požalio na želučane probleme. No, utakmica se odigravala u Southamptonu, tako da je tada 16-godišnji Sprake pozvan. Utakmica je čak odgođena da se Sprake pravilno pripremi, obuče i zagrije.
Iduće dvije godine, upravo je on standardan vratar. Nakon osvajanja Druge lige, iduće sezone je započet pohod i na Prvu ligu, te FA kup. No, Leeds ne osvaja ništa. FA Kup im izmiče porazom u finalu od Liverpoola, a titulu prvaka lige su izgubili zbog lošije gol - razlike.
Prva od dvije smiješne greške se dogodila 1967., kada su se sukobili Liverpool i Leeds na Anfieldu. Sprake je držao loptu i htio ju je dodati lijevom suigraču braniču. No, tada je vidio Iana Callaghana, protivnika, kako se primiče njegovom suigraču, te je htio vratiti loptu u naručje. No, nije bio toliko spretan da je zadrži u rukama, te je ona skliznula u gol. Tada je Kop (najglasnija tribina na Liverpoolovu stadionu) počeo pjevati "Careless Hands" (Bezbrižne ruke).
U istoj sezoni je, doduše, održao mrežu čistom u finalu Liga Kupa protiv Arsenala, te je bio najzaslužniji što je njegov Leeds osvojio prvu europsku krunu (Kup UEFA) 1969.
1970., Leeds i Sprake su lovili Treble (prvenstvo+kup+europska kruna). No, nijednu titulu nisu uzeli. Everton im je uzeo titulu u zadnjem kolu, a od Lige prvaka su se oprostili u polufinalu.
Sve što je napravio u Leedsu se obezvrijedilo kad je u finalu FA Kupa te sezone smiješno primio pobjedonosni gol Chelseaja. Naime, umjesto da iz ispruženog položaja lagano primi loptu, ona mu je klizla kroz ruke. Kasnija su istraživanja pokazala da je tadašnja kvaliteta trave bila očajna i da je to moglo utjecati na taj gol, no svi se slažu da je bilo koji vratar visokog kalibra to mogao obraniti. To je pokazao i Jack Charlton, strijelac vodećeg gola za Leeds, i to bijesnom reakcijom.
Leeds je osvojio Kup Uefa i 1971., no prvenstvo im je opet u zadnjem kolu izmaklo od Arsenala. Zanimljivo, 1972., u odsutnosti Sprakea, Leeds je konačno osvojio i FA Kup.
To finale je odgledao s klupe, pa je bijesno iskritizirao trenera Revieja. Tada su njegovi odnosi s trenerom, suigračima i navijačima zauvijek zahladili. Samo je jednom nastupio 1973. Te godine nije bilo trofeja za Leeds. Otišao je u Birmingham, u istoimeni klub za svotu od 100.000 funti, s namjerom da vrati broj 1 u reprezentaciji Walesa. U 504 nastupa za Leeds, više od 200 puta nije primio gol tijekom utakmice. No, najviše je zapamćen po onim dvjema pogreškama.
U ranim 30-ima je prekinuo karijeru zbog kroničnih problema s leđima. Frustriran činjenicom da više nikad neće braniti, optužio je bivšeg trenera Revieja za namještanje utakmica. Njegovi bivši suigrači su stali u trenerovu stranu.
U svojih 37 nastupa za Wales, nije nastupio na važnijim natjecanjima.
2006. je izdao i biografiju Careless Hands: The Forgotten Truth of Gary Sprake (Bezbrižne ruke: Zaboravljena istina o Garyju Sprakeu). Kritika i publika ju je vrlo dobro prihvatila.